# Carrefour de l'Horloge
El Carrefour de l'Horloge, anteriorment Club de l'Horloge (1974–2015), és un laboratori d'idees d'extrema-dreta francès, fundat el 1974 i presidit per Henry de Lesquen. L'organització promou una filosofia neo-darwinista, caracteritzada per una forma de liberalisme econòmic influenciat pel nacionalisme ètnic.
Nascut com una escissió de GRECE, el Carrefour de l'Horloge comparteix moltes similituds amb la Nouvelle Droite, tot i que destaca per la seva defensa del Catolicisme i del liberalisme econòmic. Com la Nouvelle Droite, utilitzen meta-estratègies polítiques per difondre les seves idees al gruix de la societat; tanmateix, el Carrefour de l'Horloge fa servir mètodes més directes, com entryism als principals partits polítics i espais de poder, juntament amb la creació d'eslògans per influir el debat públic. Són els responsables de conceptes com la prioritat nacional, o la re-informació, i va participar en la difusió dels conceptes "Gran reemplaçament" i la "remigració" a França.
El setembre de 2015, el Club de l'Horloge va ser rebatejat com "Carrefour de l'Horloge", i es va fusionar amb les associacions més petites Voix des Français, Renaixement 95, SOS Identité i el Mouvement associatif pour l'union de la droite.

## Membres destacats
- Henry de Lesquen
- Jean-Yves Le Gallou
- Yvan Blot
- Bruno Mégret
- Alain Madelin[7]
- Gérard Longuet[7]
- Pierre Chaunu
- Daniel Garrigue
- Jules Monnerot

- Achille Dauphin-Meunier
- Franck Gilard
- Christian Noyer
- Henri de La Bastide
- Christian Vanneste
- Yves-Thibault de Silguy
- Maryvonne de Saint-Pulgent
- Pascal Lorot
- Yvan Durand
- Pierre Debray-Ritzen